# Liste der Gedenktafeln in Berlin-Moabit
Die Liste der Gedenktafeln in Berlin-Moabit enthält die Namen, Standorte und, soweit bekannt, das Datum der Enthüllung von Gedenktafeln.
Die Liste ist nicht vollständig.

## Moabit
| Bild | Name                                                            | Standort                   | Datum der Enthüllung |
| ---- | --------------------------------------------------------------- | -------------------------- | -------------------- |
|      | Willy Alverdes und Hans Nimmann                                 | Kleiner Tiergarten         |                      |
|      | Peter Anders                                                    | Thomasiusstraße 25         |                      |
|      | "An der Zeit"                                                   | Alt-Moabit 83C             |                      |
|      | Carl Bäsell                                                     | Wullenweberstraße 6        |                      |
|      | Irena Bobowska                                                  | Rathenower Straße 79A      | 20. März 2024        |
|      | Carl Bolle                                                      | Alt-Moabit 98              |                      |
|      | Die Gewölbe der Brücken Alt-Moabit                              | Alt-Moabit 3               |                      |
|      | Ernst Boris Chain                                               | Turmstraße 22              |                      |
|      | Günther Dehn                                                    | Wiclefstraße 33–35         |                      |
|      | Deportation                                                     | Levetzowstraße 7           |                      |
|      | Deportationsmahnmal Putlitzbrücke                               | Putlitzbrücke              |                      |
|      | Deportationsmahnmal Putlitzbrücke                               | Putlitzbrücke              |                      |
|      | Albert Einstein                                                 | Kirchstraße 13             |                      |
|      | Albert Einstein                                                 | Kirchstraße 13             |                      |
|      | Georg Elser                                                     | Kirchstraße 13             |                      |
|      | Georg Elser                                                     | Kirchstraße 13             |                      |
|      | Georg Elser                                                     | Kirchstraße 13             |                      |
|      | Ludwig Erhard                                                   | Kirchstraße 13             |                      |
|      | Ludwig Erhard                                                   | Kirchstraße 13             |                      |
|      | Friedensstatue                                                  | Birkenstraße/Bremer Straße |                      |
|      | Friedensstatue                                                  | Birkenstraße/Bremer Straße |                      |
|      | Fußballroute Berlin, Poststadion                                | Lehrter Straße 59          |                      |
|      | Fußballroute Berlin, Poststadion                                | Lehrter Straße 59          |                      |
|      | Fußballroute Berlin, Poststadion                                | Lehrter Straße 59          |                      |
|      | Fußballroute Berlin, SC Union 06 Berlin                         | Lehrter Straße 59          |                      |
|      | 1. Garde-Feld-Artillerie-Regiments (Foto der alten Gedenktafel) | Kruppstraße 16             |                      |
|      | Grenzübergang Invalidenstraße                                   | Invalidenstraße 50         |                      |
|      | Georg Groscurth                                                 | Turmstraße 21              |                      |
|      | Gedenkort Güterbahnhof Moabit                                   | Quitzowstraße 23           |                      |
|      | Gedenkort Güterbahnhof Moabit                                   | Quitzowstraße 23           |                      |
|      | Gedenkort Güterbahnhof Moabit                                   | Quitzowstraße 23           |                      |
|      | Antonín Hampl                                                   | Rathenower Straße 81       |                      |
|      | Albrecht Haushofer                                              | Kirchstraße 13             |                      |
|      | Albrecht Haushofer, Heimat                                      | Kirchstraße 13             |                      |
|      | Albrecht Haushofer, Rattenzug                                   | Kirchstraße 13             |                      |
|      | Albrecht Haushofer, Schuld                                      | Kirchstraße 13             |                      |
|      | Mod Helmy                                                       | Krefelder Straße 7         |                      |
|      | Erste Homosexuelle Emanzipationsbewegung                        | Magnus-Hirschfeld-Ufer     |                      |
|      | Erste Homosexuelle Emanzipationsbewegung                        | Magnus-Hirschfeld-Ufer     |                      |
|      | Erste Homosexuelle Emanzipationsbewegung                        | Magnus-Hirschfeld-Ufer     |                      |
|      | Der Humboldthafen                                               | Hilda-Geiringer-Weg 6      |                      |
|      | Der Humboldthafen                                               | Hilda-Geiringer-Weg 9      |                      |
|      | Hussam Fadhil Hussein                                           | Kruppstraße 16             |                      |
|      | Mathilde Jacob                                                  | Turmstraße 35              |                      |
|      | Jüdische Ärzte                                                  | Turmstraße 21              |                      |
|      | Ernst Kaeber                                                    | Dortmunder Straße 6        |                      |
|      | Mathilde Kirschner                                              | Alt-Moabit 38              |                      |
|      | Helmut Kohl                                                     | Kirchstraße 13             |                      |
|      | Helmut Kohl                                                     | Kirchstraße 13             |                      |
|      | Kraftwerk Union                                                 | Huttenstraße 12            |                      |
|      | Rainer Kriester                                                 | Kaiserin-Augusta-Allee 108 |                      |
|      | Landesbildstelle Berlin                                         | Wikingerufer 7             |                      |
|      | Günter Litfin                                                   | Sandkrugbrücke             |                      |
|      | Bruno Lösche                                                    | Perleberger Straße 33      |                      |
|      | Thomas Mann                                                     | Kirchstraße 13             |                      |
|      | Thomas Mann                                                     | Kirchstraße 13             |                      |
|      | Thomas Mann                                                     | Kirchstraße 13             |                      |
|      | Münzfries                                                       | Alt-Moabit 10              |                      |
|      | Feliks Nowowiejski                                              | Waldenser Straße 28        |                      |
|      | NS-Opfer                                                        | Mathilde-Jacob-Platz 1     |                      |
|      | NS-Opfer                                                        | Wilsnacker Straße ggü 3    |                      |
|      | NS-Opfer                                                        | Lehrter Straße 5           |                      |
|      | Carl von Ossietzky                                              | Alt-Moabit 118             |                      |
|      | Wilhelm Schwartz und Friedrich Pfannschmidt                     | Turmstraße 87              |                      |
|      | Ottilie Pohl                                                    | Beusselstraße 43           |                      |
|      | Poststadion                                                     | Lehrter Straße 59          |                      |
|      | Radial System VIII                                              | Alt-Moabit 70              |                      |
|      | Walther Rathenau                                                | Kirchstraße 13             |                      |
|      | Walther Rathenau                                                | Kirchstraße 13             |                      |
|      | Walther Rathenau                                                | Kirchstraße 13             |                      |
|      | Ludwig Mies van der Rohe                                        | Kirchstraße 13             |                      |
|      | Ludwig Mies van der Rohe                                        | Kirchstraße 13             |                      |
|      | Ludwig Mies van der Rohe                                        | Kirchstraße 13             |                      |
|      | Rolling Horse                                                   | Europaplatz                |                      |
|      | Sammellager Tattersaal                                          | Kruppstraße 4              | 2022                 |
|      | Helene von Schell                                               | Waldstraße 6               |                      |
|      | Wolfgang Scheunemann                                            | Bredowstraße 31            |                      |
|      | Menachem Mendel Schneerson                                      | Hansa-Ufer 7               |                      |
|      | Sabina Spielrein                                                | Thomasiusstraße 2          |                      |
|      | Sport- und Ruderhalle                                           | Lehrter Straße 59          |                      |
|      | Siegbert Springer                                               | Spenerstraße 15            |                      |
|      | St. Johannis Kirche                                             | Alt-Moabit 24              |                      |
|      | Edith Stein                                                     | Kirchstraße 13             |                      |
|      | Edith Stein                                                     | Kirchstraße 13             |                      |
|      | Straße der Erinnerung                                           | Kirchstraße 13             |                      |
|      | Synagoge Levetzowstraße                                         | Levetzowstraße 7           |                      |
|      | Kurt Tucholsky                                                  | Lübecker Straße 13         |                      |
|      | Kurt Tucholsky                                                  | Rostocker Straße 32        |                      |
|      | Vermögensverwertungsstelle                                      | Alt-Moabit 143             |                      |
|      | Johann Hinrich Wichern                                          | Alt-Moabit 127             |                      |
|      | Wiebehallen 1899–1923                                           | Wiebestraße 36             |                      |
|      | Wiebehallen 1924–1964                                           | Wiebestraße 36             |                      |
|      | Geschichtspark Ehemaliges Zellengefängnis Moabit                | Lehrter Straße 5b          |                      |
|      | Geschichtspark Ehemaliges Zellengefängnis Moabit                | Lehrter Straße 5b          |                      |
|      | Geschichtspark Ehemaliges Zellengefängnis Moabit                | Lehrter Straße 5b          |                      |
|      | Geschichtspark Ehemaliges Zellengefängnis Moabit                | Lehrter Straße 5b          |                      |
|      | Konrad Zuse                                                     | Kirchstraße 13             |                      |
|      | Konrad Zuse                                                     | Kirchstraße 13             |                      |
|      | Konrad Zuse                                                     | Kirchstraße 13             |                      |